# Латышев, Георгий Дмитриевич
Гео́ргий Дми́триевич Ла́тышев (4 февраля 1907, Бежица — 3 апреля 1973) — физик, академик АН КазССР (1958), член-корреспондент АН УССР (1948), доктор физико-математических наук и профессор (1940), лауреат Сталинской премии (1949). В 1932 году вместе с другими учёными впервые в СССР осуществил расщепление атомного ядра искусственно ускоренными частицами.

## Биография
В 1929 году окончил Ленинградский политехнический институт.
С 1930 по 1941 год заведовал лабораторией Харьковского физико-технического института АН УССР, затем был заведующим отделом Института физики АН УССР и заведующим лабораторией Ленинградского физико-технического института. В 1949 году был награждён Сталинской премией первой степени «за экспериментальные исследования в области физики атомного ядра, изложенные в статьях: „Внутренняя конверсия гамма-излучения“, „Тонкая структура гамма-линий“, „Монохроматические позитроны внутренней конверсии“, „О радиоактивности бериллия“ (1948)».
В 1944—1958 годах заведовал кафедрой физики Ленинградского института путей сообщения.
В 1958 году организовал Институт ядерной физики АН КазССР и был его директором до 1965 года.
Работал также в Институте физики АН УССР (1965—1970) и в Институте ядерных исследований АН УССР (1970—1973).

## Научная деятельность
Занимался исследованиями в области ядерной физики (взаимодействие гамма-излучений с веществом, ядерный резонанс, гамма-дефектоскопия). В 1932 вместе с К. Д. Синельниковым, А. И. Лейпунским и А. К. Вальтером впервые в СССР осуществил искусственный распад атомного ядра ускоренными частицами.

### Основные труды
- Активный осадок радиотория. — М., 1960.
- Спектрометр с двойной фокусировкой. — Алма-Ата, 1962 (соавтор).
- Ядерный магнитный резонанс в проточной жидкости. — М., 1964 (соавтор).